# 银杏学园短期大学
银杏学园短期大学（日语：／ Ginkyō Gakuen Tanki Daigaku *），简称银短，是過去一所位于日本熊本县熊本市的私立短期大学。

## 概要

### 简介
- 学校最早可以追溯到1959年[1]。短期大学为于1968年开办[1]、由学校法人银杏学园经营。招生到于2002年、正式停办于2006年[2]。

### 历史
- 1968年 银杏学园短期大学成立并同时设置一个学科即卫生技术科[1]。
- 1971年 专科卫生检查专攻成立（招生到于1972年、停办于1973年）。
- 1983年 护理科成立[1]。
- 2002年 招生最后、次年停止招生[2]。
- 2006年 今年1月31日正式停办[2]。

## 学校环境
- 校区：在了熊本县熊本市[注 1]

## 历任校长
- 竹屋男纲：第一代短期大学校长[3]。

## 组织

### 学科
- 卫生技术科
- 护理科

### 专科
| - 卫生检查专攻 |

### 业余课程
| - 没有 |

## 相关链接
- 日本短期大学列表